# Oro alluvionale

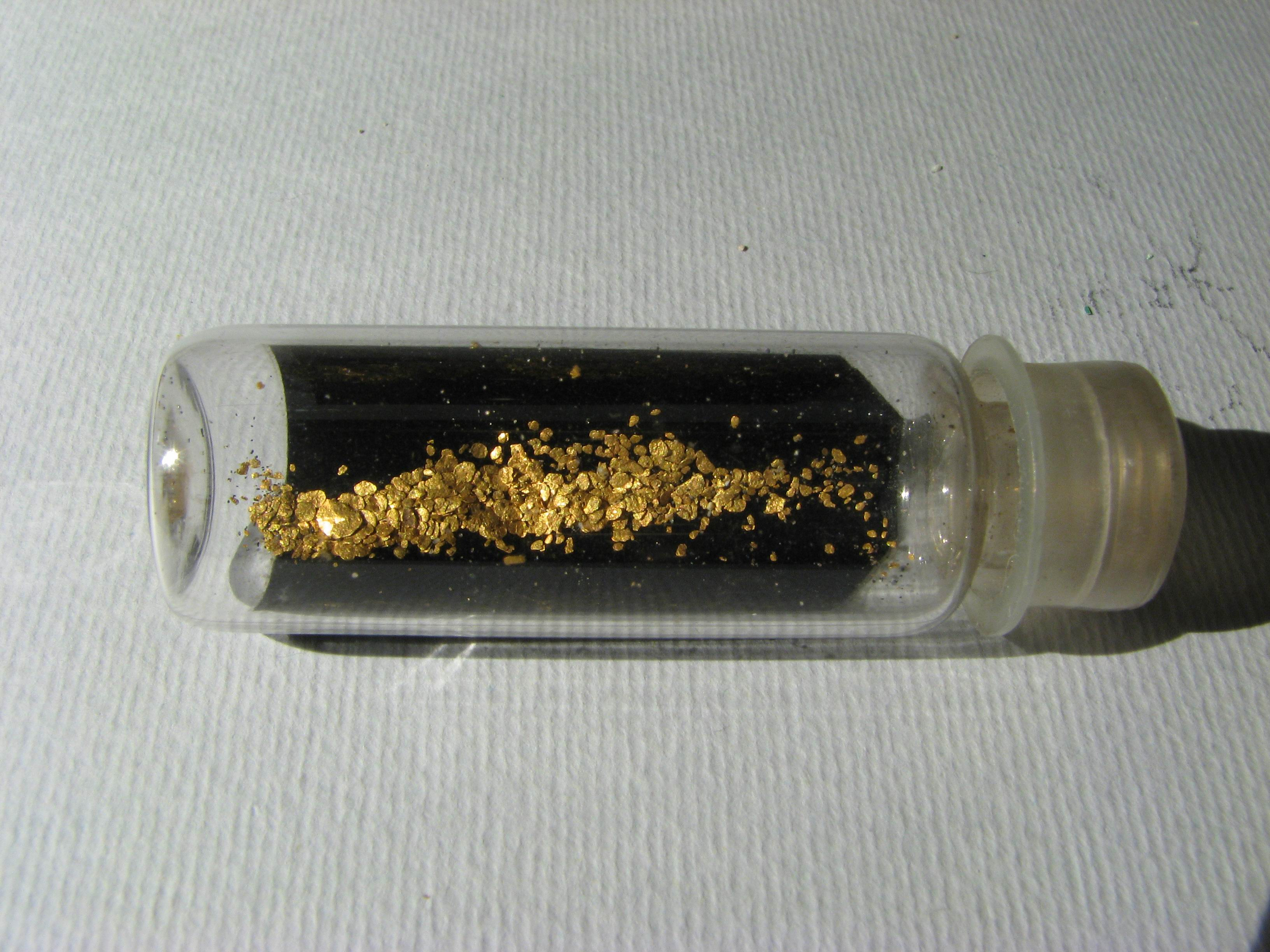
Lamine di oro alluvionale provenienti dal fiume Ticino

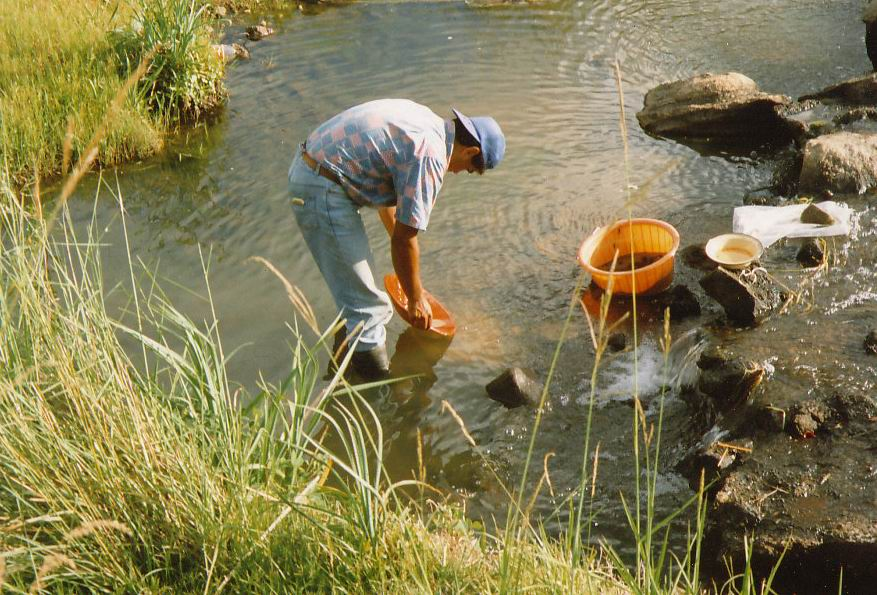
Cercatore d'oro alluvionale

L'oro alluvionale  è l'oro che si trova nei fiumi e che proviene dalle rocce erose e dilavate dalle acque. L'abbondanza di oro alluvionale in determinati fiumi dipende dalla concentrazione dell'oro presente nelle rocce che sono attraversate e, nel tempo, erose dal fiume. Importanti giacimenti si trovano a Roșia Montană e Las Médulas. In Italia, fra i fiumi più ricchi, si annoverano l'Orco, l'Elvo, il Ticino e l'Orba.
La ricerca si effettua manualmente.

## Metodo di ricerca
L'oro alluvionale si presenta in piccole lamine o squame metalliche sottili (raramente più larghe di 2-3 millimetri), di elevata purezza. Poiché l'oro ha un elevato peso specifico, si separa facilmente dalla sabbia più chiara (prevalentemente quarzosa, quindi leggera), concentrandosi insieme nelle sabbie più scure (costituite prevalentemente da magnetite ed ilmenite, pesanti e di colore nero).
Il metodo di separazione dell'oro alluvionale da altre particelle solide è detto "levigazione" e può essere effettuato attraverso diversi strumenti: in Italia viene utilizzato in diverse versioni, a seconda della regione, il canaletto, costituito da una tavola di legno leggermente inclinata e posta sotto il pelo dell'acqua corrente. La tavola è scanalata trasversalmente in modo da provocare una serie di vortici che rimescolano la sabbia che vi viene gettata sopra, portando così in sospensione le particelle di sabbia più leggere che vengono rimosse dall'acqua. Le sabbie più pesanti (ricche d'oro e magnetite) si concentrano nelle ultime scanalature dalle quali vengono alla fine recuperate. Una maggiore concentrazione si ottiene nella batea. È uno strumento simile ad un piatto di legno leggermente svasato, sul fondo del quale si riesce a far concentrare ulteriormente l'oro, facendo ruotare e debordare l'acqua con le sabbie meno pesanti.
La magnetite infine si può facilmente eliminare per mezzo di una calamita. Una volta ottenuta una certa quantità d'oro è possibile fonderlo nella forma che si desidera e, nel corso della fusione, è possibile purificarlo ulteriormente trattandolo con acidi che dissolvono le particelle estranee residue ma non l'oro.
Per ottenere un grammo d'oro occorre trattare parecchi metri cubi di sabbia: dipende dal fiume e dall'abilità del ricercatore.
Molti antichi strumenti utilizzati per la raccolta dell'oro nei fiumi italiani, prevalentemente piemontesi, sono conservati nel Museo storico dell'Oro Italiano di Predosa (AL), dove può anche essere seguita la storia completa della raccolta aurifera in Italia.
In Provincia di Biella è visitabile la Riserva naturale della Bessa formata dai resti della più grande aurifodina d'oro di epoca romana in Italia, si può inoltre visitare il Museo dell'Oro e della Bessa.